# بلسکی (شهرستان بلورتسکی، باشقیرستان)
بلسکی (انگلیسی: Belsky, Beloretsky District, Republic of Bashkortostan) یک شهرک در شهرستان بلورتسکی باشقیرستان کشور روسیه است.